# Aleiphaquilon taeniatum
Aleiphaquilon taeniatum är en skalbaggsart som beskrevs av Jose R.M. Mermudes och Monné 1999. Aleiphaquilon taeniatum ingår i släktet Aleiphaquilon och familjen långhorningar. Inga underarter finns listade i Catalogue of Life.